# چیستا یثربی
چیستا یثربی ، (متولد ۲۷ مهر ۱۳۴۷) فیلمنامه‌نویس، نمایش‌نامه‌نویس، کارگردان تئاتر، منتقد، مترجم، شاعر، ناشر و نویسنده ایرانی است.

## زندگی
چیستا یثربی لیسانس و فوق لیسانس روانشناسی‌اش را از دانشگاه الزهرا گرفت و نیز در سال ۱۳۸۳ موفق به اخذ مدرک دکترای روانشناسی از دانشگاه تورنتو کانادا گردید. 
چیستا یثربی (متولد ۱۹ مهر ۱۳۴۷، تهران) نویسنده، نمایشنامه‌نویس، مترجم و منتقد ایرانی است. آثار او شامل داستان‌های کوتاه و نمایشنامه‌هایی چون «پستچی» هستند. 

## فعالیت
چیستا یثربی فعالیت‌هایش را در حوزه تئاتر از سال ۱۳۶۸ آغاز کرد.
وی بیش از ۲۶ نمایشنامه نگاشته و نمایش‌هایی چون «جمعه دم غروب»، «چنگیزخان»، «اتاق تاریک»، «کارناوال با لباس خانه»، «حیاط خلوت»، «مهمان سرزمین خواب»، «زنی که تابستان گذشته رسید»، «سرخ سوزان»، «یک شب دیگر هم بمان سیلویا» و «زنی برای همیشه» را کارگردانی کرده‌است.
وی تا به حال جوایز متعددی را از جشنواره‌های مختلف دریافت کرده و بیشترین تعداد جایزه متن اول را از جشنواره بین‌المللی فجر داشته، بارها داور تئاتر و کتاب بوده‌است؛ در سال ۱۳۸۹ نمایش «جنایت و مکافات» را بر اساس رمان «جنایت و مکافات» در جشنواره کلاسیکهای روسیه در مسکو اجرا کرد که این نمایش در این جشنواره در سه رشته نامزد شد و موفق گردید جایزه بهترین بازیگر زن را دریافت کند.
برای فراگرفتن تئاتر از کلاس‌های جهاد دانشگاهی الزهرا، فرهنگسرای نیاوران شروع و در ادامه با کانون تئاتر بانوان همراه شد و به یادگیری اصول اولیه بازیگری ـ کارگردانی پرداخت. در همان موقع «اتاق آینه» را با همکاری بهزیستی راه‌اندازی کرد که از سال ۷۲ تا سال ۷۴. طرح موفقی بود. به گفته خودش: "سوژه از مردم (اغلب مشکلاتشان) و اجرا توسط اعضای گروه بود. کار ما حل مشکلات به وسیله اجرای تئاتر بود. بعد از آن «دادگاه جادویی» را کار کردم و بعد «جمعه دم غروب» و بعد «سرخ سوزان» که در جشنواره سیزدهم فجر به عنوان کار برتر شناخته شد و در جشنواره چهاردهم هم به عنوان بهترین متن در باره «زن در عرصه انقلاب» شناخته شد. حالا هم (شهریور ماه ۷۵) مشغول کار روی «پهلوان ریزه» هستم."
همان‌طور که او خود اشاره کرده آثارش در دوره‌های متعددی از جشنواره تئاتر فجر حضور داشته و جوایزی را به خود اختصاص داده است. از جمله در چهاردهمین جشنواره تئاتر فجر در سال ۱۳۷۴ که سرخ سوزان را در کنار رقبای شاخصی نظیر قطب‌الدین صادقی با نمایش مویه جم، حسین نوری با نمایش شهود، سیاوش تهمورث با نمایش صورت به صورت و کوروش تهامی با نمایش فردا به روی صحنه برد.
وی پس از کارگردانی نمایش «میهمان سرزمین خواب» وقفه‌ای ۸ ساله در کار کارگردانی خود داشت که علت آن را اجبار مسئولان وقت مرکز هنرهای نمایشی مخصوصاً آقای شریف خدایی مبنی بر پرداختن وی به امر نویسندگی نمایشنامه برای در اختیار داشتن نویسنده‌ای توانا در این امر برای این قشر از جامعه هنری عنوان نموده و مجموعه را عامل ممانعت کارگردانی آثار خودش می‌داند.
اجرای مجدد جنایت و مکافات به زبان فارسی و به درخواست جشنواره کلاسیک‌های روسیه در اردیبهشت ۱۳۸۵ که در آن مهسا مهجور برنده جایزه شد.

## آزار جنسی
یثربی در مصاحبه با برنامه ۶۰ دقیقه بی‌بی‌سی فارسی مدعی شد در سال ۱۳۸۳ یکی از اهالی شناخته‌شده سینما سعی کرده به او تجاوز کند و وقتی او مقاومت کرده، از آن مرد کتک خورده‌است.

## دیدگاه‌ها
چیستا یثربی:
زنان در اثر جاودانه حکیم ابوالقاسم فردوسی، شاهنامه، همپا و همراه مردان حضور دارند.
من حکیم فردوسی را در احترام وی به زن و خانواده شناختم و هرگز ندیدم که فردوسی در اثر گرانسنگ خود مفهوم خانواده را تنزل دهد.

## آثار

### فیلمنامه‌ها
- دعوت - کارگردان: ابراهیم حاتمی‌کیا
- ماه از روی سکو - کارگردان: آرش معیریان
- بهار، قبل و بعد - کارگردان: شاهد احمدلو
- پنجاهمین نفر - کارگردان: محسن عظیمی نیا
- زنی از کوچه‌ی پشتی - کارگردان: علی توکل نیا
- پریشانی - کارگردان: علی توکل نیا

- هتل عروس - کارگردان: سیما تیرانداز
- روژانو - کارگردان: امیر مکاری (تله فیلم)
- پیشنهاد پنجاه میلیونی
- مهمان
- ضیافت (سریال) - کارگردان: حسین فرخی
- فردا دیر است (سریال) - کارگردان: حسن فتحی
- پنجاهمین نفر - کارگردان: علی عظیمی نیا
- شازده سلیم

### کارگردانی
- ۱۳۸۵ - جنایت و مکافات - به کارگردانی و نویسندگی چیستا یثربی در جشنواره تئاتر کلاسیک های روسیه - جایزه بازیگر اول برای بازیگر زن نمایش و برگزیده شدن بعنوان بهترین نمایش در جشنواره
- جمعه دم غروب
- دادگاه جادویی
- زنی که تابستان گذشته رسید
- ۱۳۷۴ - سرخ سوزان
- ۱۳۷۵ - میهمان سرزمین خواب
- ۱۳۸۳ - یک شب دیگر هم بمان سیلویا
- ۱۳۸۳ - بانویی برای همیشه
- دخترک و مرد مرده
- جن کوچک عزیز
- عاشق ابر سفید
- سارا و کیمیاگر
- مرگ با ترنم عشق
- یک بار دیگر به عقب برگرد مهتاب
- شیزوئید دوست داشتنی
- خرس نقره ای الماسی بلوری سیمین
- افسانه زن سرخپوش
- رعد و برق
- دادگاه جادویی
- من از لُرد بایرون می‌ترسم
- آیا تو تابحال عاشق بوده ای روژانو؟

### کتاب‌ها
- پستچی
- شیدا و صوفی
- معلم پیانو
- عشق در زمان ما، سه قصه روان شناختی
- او یک زن
- پری کوچک دریایی
- زنی که تابستان گذشته رسید
- زنی از کوچه پشتی
- اسرار انجمن ارواح
- کوتاه کردن موی مرده
- وقتی تو نباشی چرا دو صندلی (مجموعه شعر)
- نگاهت همیشه دوشنبه‌ست (مجموعه شعر)
- گاردن پارتی در برف
- چشم‌هایش می‌خندد
- خواب گل سرخ
- من آناکارنینا نیستم
- هتل عروس
- برخورد نزدیک از نوع آخر
- راحیل
- شعبده و طلسم
- سلام خانم جنیفر لوپز
- سلام به ناممکن
- جای کلمات من نشسته ای
- ترجمه: قلب تو شاعری است(جبران خلیل جبران)
- ترجمه سه گانه: لورکا، اگزوپری،گونتر گراس

- ترجمه: آبی کوچک عشق
- ترجمه: مجموعه اشعار عاشقانه جهان
- ترجمه: آبی کوچک آرامش
- ترجمه: رومئو پرنده است، ژولیت سنگ(لورکا)
- ترجمه: شاهزاده سرزمین عشق(اگزوپری)
- ترجمه: عشق زنان سنگی(گونتر گراس)
- مجموعه آثار شل سیلور استاین
- مجموعه داستانهای قصه های جزیره
- از خواب تا مهتاب
- پریخوانی عشق و سنگ
- پشت سایه های ‌کاج
- روژانو پانزده سال بعد

### بازنشر آثار
آثار چیستا یثربی توسط این سازمان‌ها و مراکز در ایران بازنشر شده‌است:
- بازنشر اثر چیستا یثربی در سایت کنسرسیوم محتوای ملی[۱۰]
- بازنشر اثر چیستا یثربی در سایت مؤسسه فرهنگی و اطلاع‌رسانی تبیان[۱۱]
- بازنشر اثر چیستا یثربی در سایت مرکز دائرةالمعارف بزرگ اسلامی[۹]